# Villa Lindenhof (Solingen)
Die Villa Lindenhof ist eine denkmalgeschützte Villa in der bergischen Großstadt Solingen.

## Lage und Beschreibung
Die Villa Lindenhof befindet sich in einem Parkgrundstrück an der Neuenhofer Straße (Bundesstraße 229) im Stadtteil Höhscheid. Gegenüber liegt das heute als Standesamt der Stadt Solingen genutzte Haus Kirschheide.
Bei der Villa Lindenhof handelt es sich um einen zweigeschossigen, traufenständigen Putzbau mit eingeschossigem Anbau nach Osten. An der westlichen Seite des Gebäudes befindet sich ein turmbekrönter Eckrisalit, ein verschieferter Giebel öffnet das Mansarddach zur Straße hin. Mit dem Einsatz von Schiefer und den grünen Fensterläden zeigen sich Anklänge an die traditionelle Bergische Bauweise, die als Neubergischer Stil bezeichnet werden. Diese Bauweise stellt eine Reminiszenz an den Vorgängerbau von 1771 dar.

## Geschichte
An der Kirschheide, einem Wohnplatz der späteren Bürgermeisterei Höhscheid, entstanden im 18. Jahrhundert zwei bedeutende Fabrikantenvillen, die als Weiße und Blaue Seite der Kirschheide bezeichnet wurden. Bei der Blauen Seite der Kirschheide handelte es sich um ein 1771 errichtetes Bergisches Schieferhaus im Rokokostil, bei der Weißen Seite um das gegenüberliegende Haus Kirschheide, eine 1782 bis 1785 errichtete frühklassizistische Villa.
Die Blaue Seite der Kirschheide wurde um die Wende zum 20. Jahrhundert durch die nahe Vereinsbrauerei Höhscheid (später Brauerei Beckmann) als Ausflugslokal betrieben. Das historische Schieferhaus brannte am 30. September 1908 durch einen Unglücksfall ab, erhalten blieb lediglich der Gewölbekeller. An der Stelle der abgebrannten Villa wurde 1909 durch die beiden Solinger Architekten Wilhelm Scherer und Hermann Oelrich eine neue Villa – die Villa Lindenhof – als Ausflugslokal und Restaurant errichtet. Diese Nutzung lässt sich bis in die 1930er Jahre verfolgen.
Nach dem Zweiten Weltkrieg übernahm die Stadt Solingen die Villa und nutzte sie zunächst als Flüchtlingsunterkunft. Das Gebäude diente fortan weiteren sozialen Zwecken. Die Mütterschule der Stadt Solingen, die 1958 im Coppelstift gegründet worden war, zog nach Umbau und Erweiterung des Gebäudes um einen Anbau 1963 in die Villa Lindenhof um. Aus der Mütterschule entwickelte sich schließlich eine Familienbildungsstätte.
Erstmals in den 1990er Jahren wurde die Schließung des Standorts der Familienbildungsstätte in der Villa Lindenhof diskutiert. Am 19. Juni 1998 wurde das Gebäude unter der Nummer 984 in die Denkmalliste der Stadt Solingen eingetragen. 2009 wurde die Familienbildungsstätte mit der Bergischen Volkshochschule am Birkenweiher zusammengeschlossen, der Standort in der Villa Lindenhof wurde aufgegeben.
Der Solinger Unternehmer André Kleinpoppen erwarb die Villa Lindenhof von der Stadt Solingen und sanierte sie 2011/2012 denkmalgerecht. Er baute sie zu einem Bürogebäude mit mehreren Veranstaltungsräumen um, die etwa für Hochzeitsfeiern des gegenüberliegenden Standesamtes Haus Kirschheide genutzt werden können.